# 阿克馬爾 (阿拉巴馬州)
阿克馬爾（英語：Acmar）是一個位於美國阿拉巴馬州聖克萊爾縣的非建制地區。該地的面積和人口皆未知。

## 地理
阿克馬爾的座標為33°37′17″N 86°29′46″W / 33.62139°N 86.49611°W，而該地的平均海拔高度為245米（即804英尺）。